# Тяхе, Эдуард Юганович
Эдуард Юганович (Иоганович, Романович) Тяхе (1922—2004) — сержант Рабоче-крестьянской Красной Армии, участник Великой Отечественной войны, Герой Советского Союза (1945), лишён всех званий и наград в связи с осуждением.

## Биография
Эдуард Тяхе родился в деревне Сели (ныне уезд Рапламаа в Эстонии); по другим данным — в деревне Курлия, расположенной неподалёку от села Рапля Харнемского уезда Эстонии (ныне уезд Харьюмаа в Эстонии). 2 июля 1941 года он был призван на службу в Рабоче-крестьянскую Красную Армию Таллинским городским военным комиссариатом.
С 1942 года — на фронтах Великой Отечественной войны. Первоначально воевал на Калининском фронте, с 13 октября 1943 года — на 2-м Прибалтийском фронте, с 8 февраля 1944 года — на Ленинградском фронте. К сентябрю 1944 года сержант Тяхе был командиром отделения 1-й роты 925-го стрелкового полка 249-й стрелковой дивизии 8-й армии. Отличился при освобождении острова Муху.
29 сентября 1944 года на катерах головная группа, возглавляемая лейтенантом Соо, в состав которой входили Тяхе и его друг Николай Матяшин, переправилась через водную преграду и высадилась на острове в 19 часов 30 минут. Тяхе получил приказ: водрузить красное знамя на здании пристани. Выполняя приказ, он уничтожил пулемётный расчёт и несколько вражеских автоматчиков, а затем водрузил флаг. Вскоре посёлок Куйвасту на острове был очищен и бойцы достигли дамбы, соединявшей остров Муху с островом Сааремаа, которую немецкие войска взорвали при отступлении. Всего же в бою Тяхе уничтожил до 20 вражеских солдат.
За бросок на остров Муху Указом Президиума Верховного Совета СССР от 24 марта 1945 года лейтенант Альберт Репсон, сержант Эдуард Тяхе и красноармеец Николай Матяшин были удостоены высокого звания Героя Советского Союза с вручением ордена Ленина и медали «Золотая Звезда». Тяхе получил звезду Героя за номером 4554. Награды были торжественно вручены в присутствии личного состава Эстонского корпуса Красной Армии, его командира генерала Лембита Пэрна и первого эстонца — Героя Советского Союза Арнольда Мери.
После освобождения острова Муху участвовал в освобождении острова Сааремаа, где отличился в боях на полуострове Сырве и был награждён орденом Отечественной войны II степени (лишён 02.01.1952).
После окончания войны Тяхе работал в милиции в Вильяндиском районе, участвовал в операциях против «лесных братьев».
31 декабря 1950 года, вернувшись со своей женой с новогоднего праздника, поссорился с ней дома и застрелил её из своего револьвера. По словам одного его старого знакомого, Тяхе в трезвом виде был хорошим человеком, но пьяным как будто сходил с ума.
За убийство Тяхе был осуждён 13 апреля 1951 года судом города Пыльтсамаа к 11 годам лишения свободы. 2 января 1952 года Указом Президиума Верховного Совета СССР он был лишён всех званий и наград. Наказание отбывал в Силламяэ, участвовал в строительстве шахт и добыче урана. В радиоактивно заражённых местах каждый день считался за два и поэтому он освободился гораздо раньше.
От первого брака Тяхе имел сына, но с ним не общался. После освобождения женился вторично, по состоянию на 2001 год был женат.
По архивным данным, после отбытия наказания он вернулся в Эстонскую ССР и жил в посёлке Кохила Раплаского района, не давая о себе знать своим однополчанам. 11 марта 1985 года он был награждён орденом Отечественной войны 2-й степени. 
Умер 18 июля 2004 года. Похоронен 23 июля 2004 года на кладбище посёлка Хагери.